# Jacqueline Jonas
Jacqueline Jonas, née le 16 août 1923 à Lausanne et morte dans cette même ville le 20 novembre 2017, est une dessinatrice de mode, sous le pseudo de Line ; issue d’une famille d'origine allemande naturalisée suisse en 1946, elle a agrémenté de ses croquis la presse de Suisse romande durant les années 1943-1989.     

## Biographie
Après une formation de sténodactylo commencée en 1939, elle suit des cours particuliers auprès d'une réfugiée allemande, dessinatrice de mode,. Elle fréquente aussi les cours de l'École cantonale vaudoise des arts appliqués et, en 1948, se rend pour quelques mois à Paris, où elle prend des cours de peinture et de publicité à l'Académie Julian.
Elle obtient très tôt de publier des conseils de mode pour les deux journaux féminins de l'époque : La Semaine de la femme (devenu Femina) et L'abeille. En parallèle, elle propose ses dessins et idées à diverses fabriques de vêtements et à des magasins de confection.
À 20 ans, elle entre au service du grand magasin « Rheinbrücke » à Bâle (devenu le Groupe Manor) et dessine, de 1943 à 1945, les catalogues distribués dans les succursales de tout le groupe. Puis, à 23 ans, elle est engagée par le magasin lausannois « Aux Nouveautés » (aujourd'hui Bon Génie), pour dessiner de 1945 à 1963, cinq à six catalogues par année ainsi que des annonces publiées dans la Feuille d'avis de Lausanne et la Tribune de Genève.

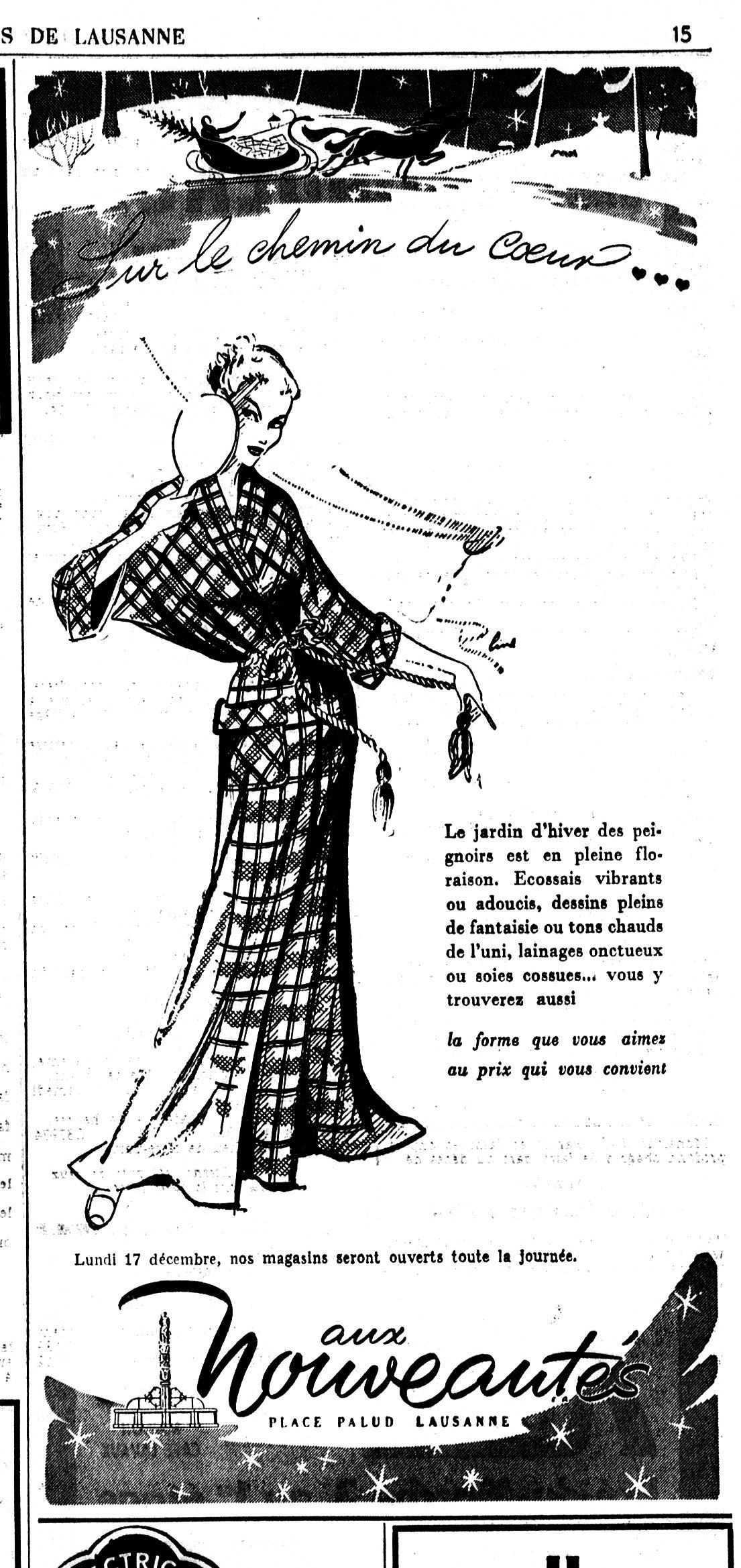
Publicité dans la Feuille d'avis de Lausanne, 14 décembre 1951, p. 5
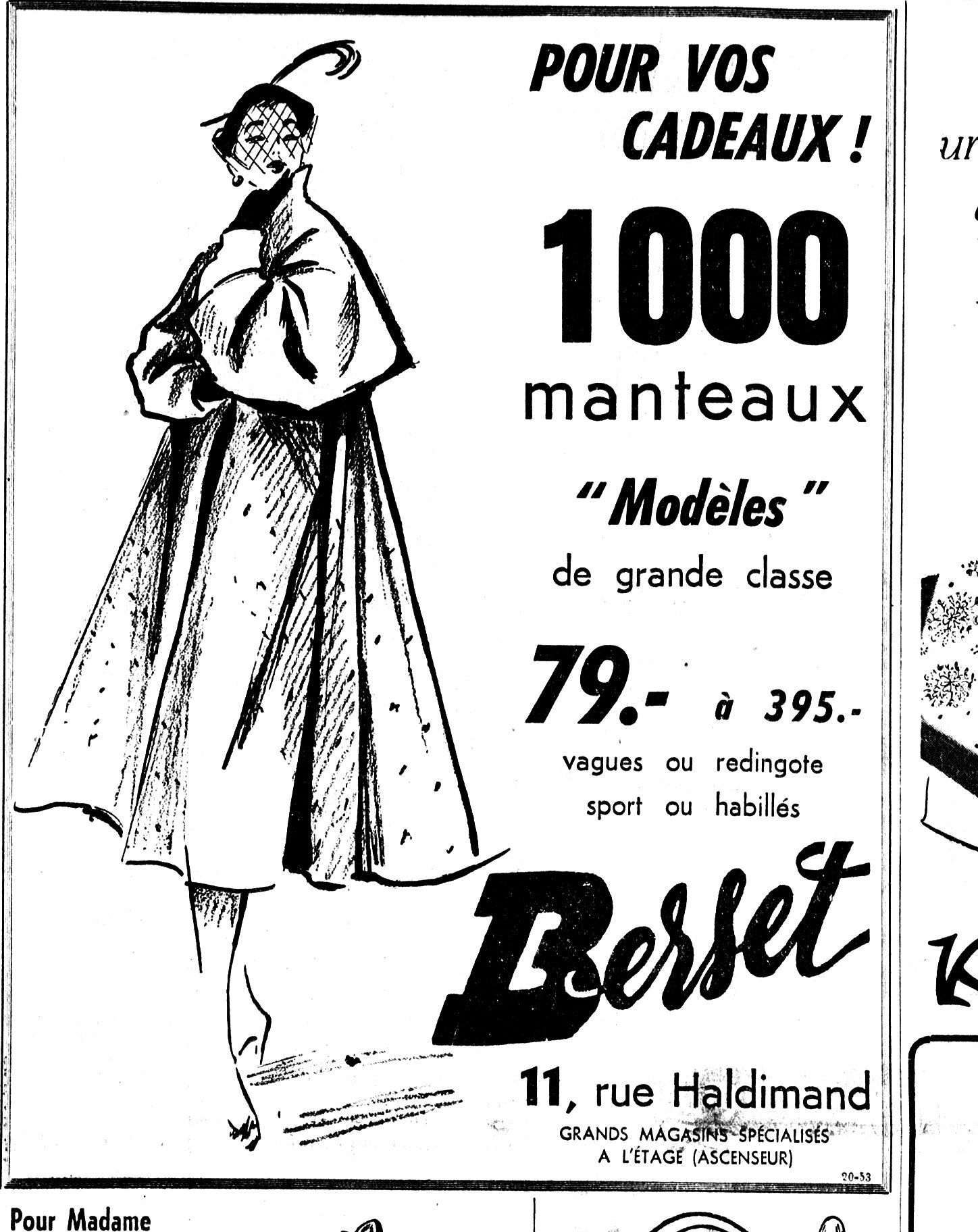
Publicité dans la Feuille d'avis de Lausanne, 18 décembre 1951, p. 22

Parmi ses nombreux travaux, on peut en outre signaler la dernière affiche de la Fête des Narcisses, à Montreux (29-30 juin 1957), des illustrations pour la brochure de l'Hôpital orthopédique à Lausanne (1979) et, chaque semaine, des illustrations pour le journal 24 Heures. Elle a également illustré des textes, comme le roman Aline de E. V. Cunningham, et Tchin-Tchin, une nouvelle de M.-M. Chantal, parus sous forme de feuilletons dans L'Illustré.
Jacqueline Jonas cesse ses activités professionnelles en 1989, mais continue à livrer des dessins pour l'Entraide des femmes israélites de Lausanne, organisation qu'elle a soutenue bénévolement durant 23 ans.
Son travail a fait l'objet d'une rétrospective en 2012 : « Line & la Mode de 1943 à 1988 dans la presse lausannoise », aux Archives cantonales vaudoises en 2012,.

## Sources
- Archives cantonales vaudoises, « Line & la Mode de 1943 à 1988 dans la presse lausannoise »
- Fonds : Jonas (Jacqueline) (1943-2005) [1,7 ml].  Cote : PP 951. Archives cantonales vaudoises (présentation en ligne).